# Nanupatti
Nanupatti (nep. नुनपट्टी) – gaun wikas samiti w środkowej części Nepalu w strefie Dźanakpur w dystrykcie Dhanusa. Według nepalskiego spisu powszechnego z 2011 roku liczył on 677 gospodarstw domowych i 3572 mieszkańców (1873 kobiety i 1699 mężczyzn).